# Achille Argentino
Achille Argentino (né le 1er décembre 1821 à Sant'Angelo dei Lombardi et mort le 8 janvier 1903 à Nizza Monferrato) est un patriote et un homme politique italien.

## Biographie
Il a participé à l'expédition des Mille menée par Giuseppe Garibaldi.
Il a été député du royaume d'Italie durant la VIIIe législature.